# Peperomia caperata
Peperomia caperata är en pepparväxtart som beskrevs av Ruiz & Pav. och Truman George Yuncker. Peperomia caperata ingår i släktet peperomior, och familjen pepparväxter. Inga underarter finns listade i Catalogue of Life.